# Mount Reid
Mount Reid ist ein 3315 m hoher, überwiegend eisfreier Berg in der antarktischen Ross Dependency. Er ragt am Kopfende des Cleaves-Gletschers in der Holland Range des Transantarktischen Gebirges auf. 
Teilnehmer der Nimrod-Expedition (1907–1909) unter der Leitung des britischen Polarforschers Ernest Shackleton entdeckten ihn. Benannt ist der Berg nach dem britischen Geschäftsmann Alfred Reid (1861–1957), der als Geschäftsführer für die Expedition tätig war.